# Cephalozoa
Los cefalozoos (Cephalozoa) son organismos primitivos extintos del periodo Ediacárico; eran planos y ovalados o alargados, con una segmentación similar a los dickinsoniamorfos pero, a diferencia de estos, presentan una segmentación incompleta, mostrando una estructura similar a una "cabeza" con canales distributarios finos.

## Galería

Yorgia
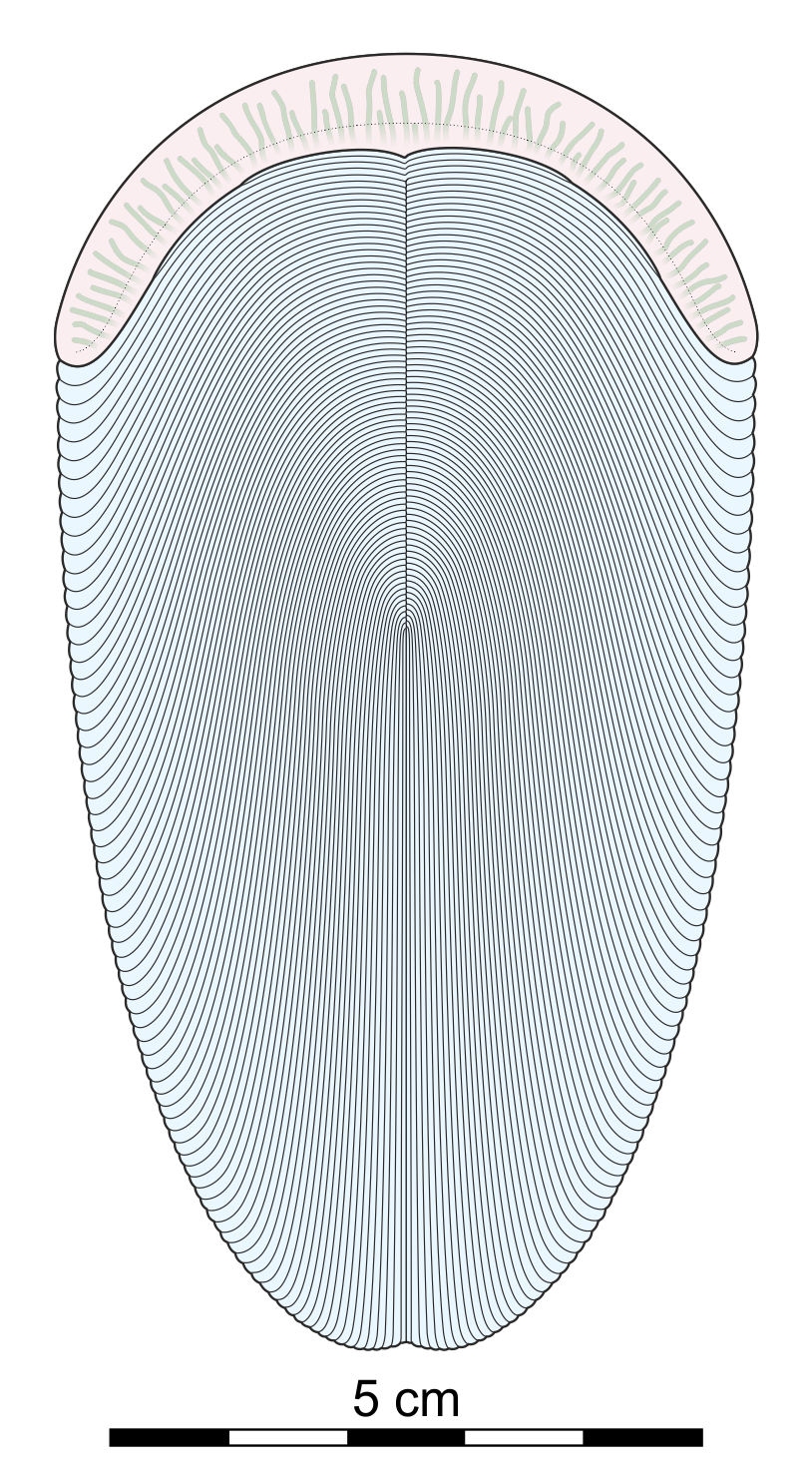
Andiva
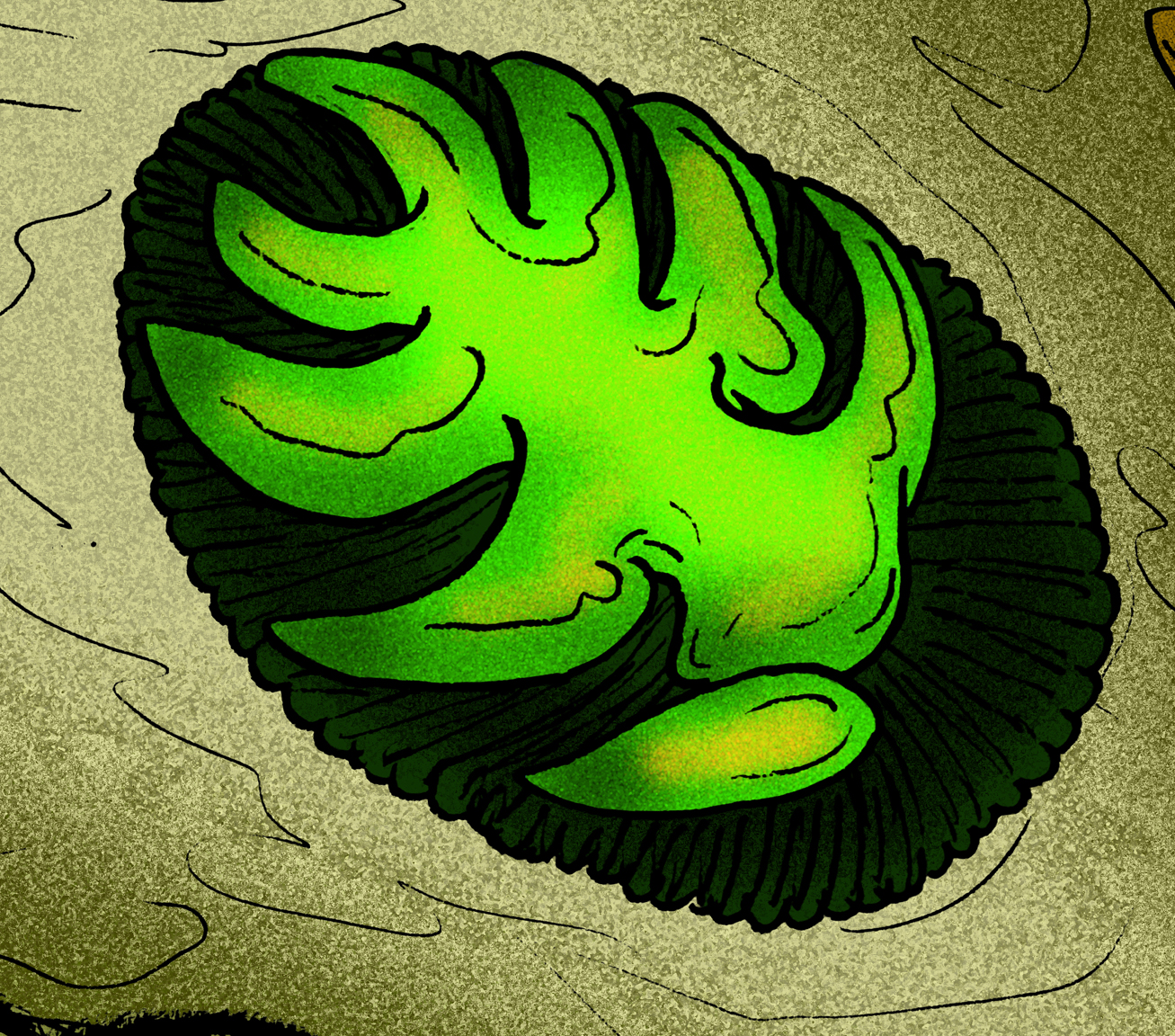
Praecambridium
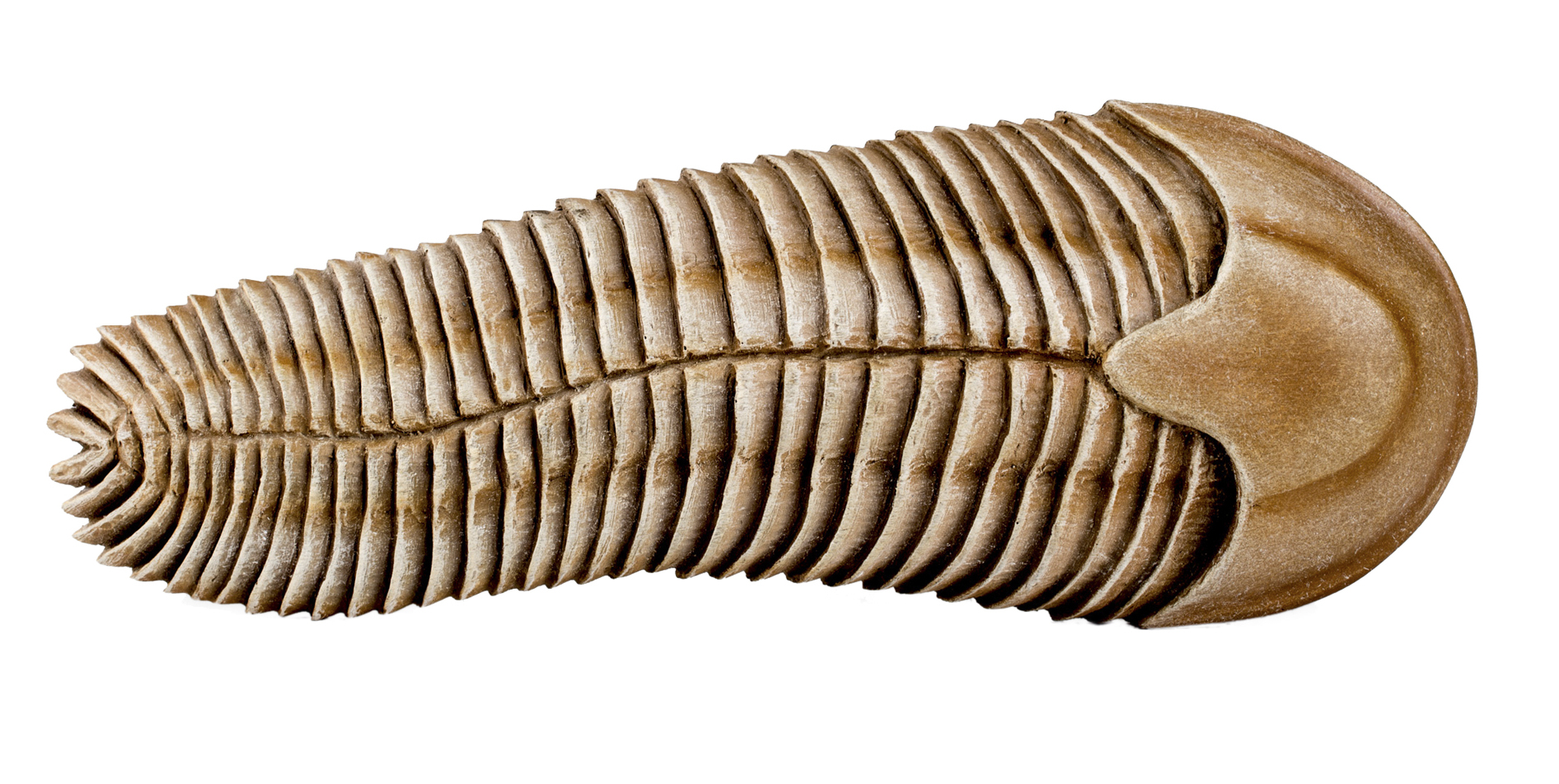
Spriggina
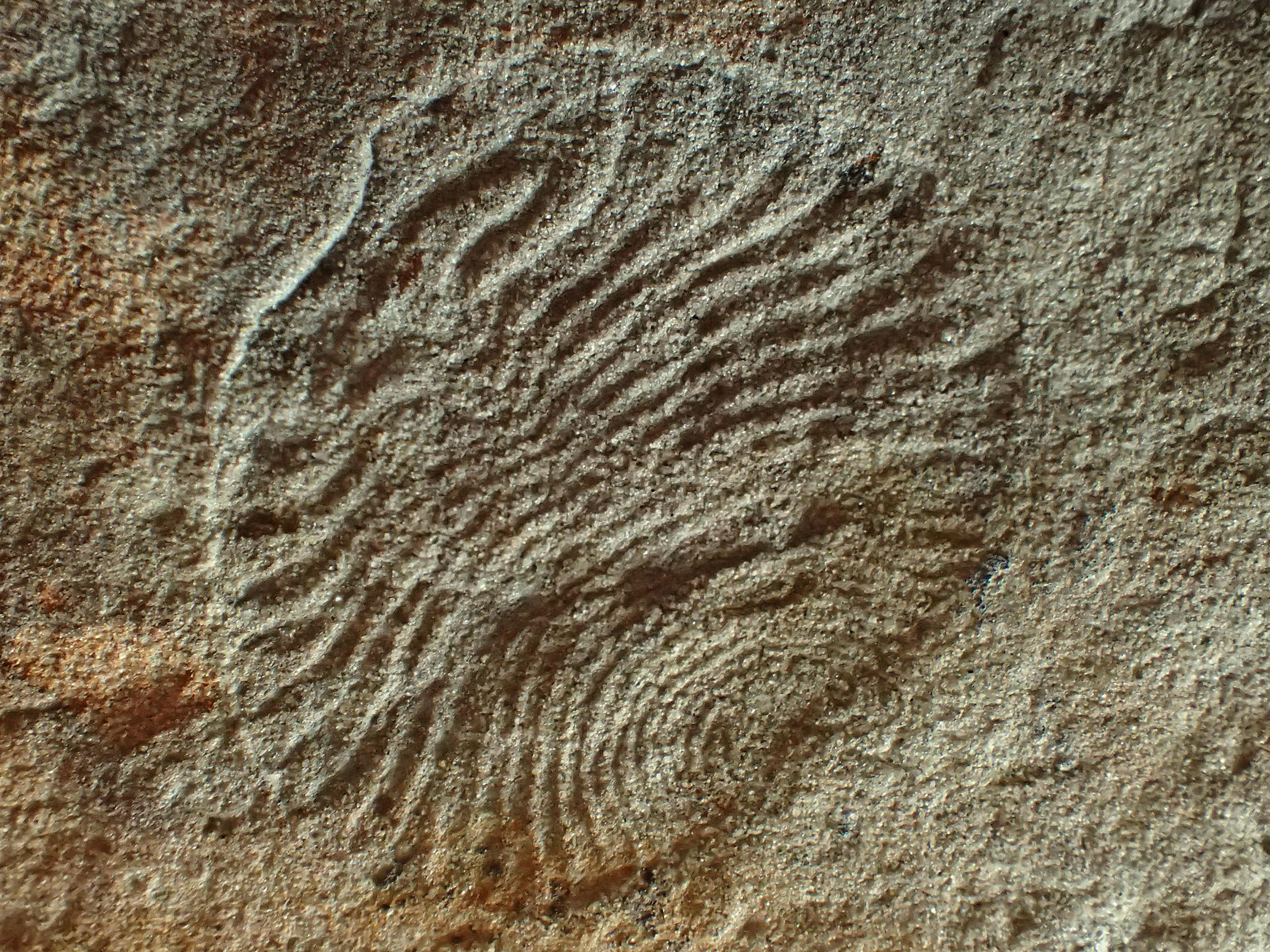
Archaeaspinus
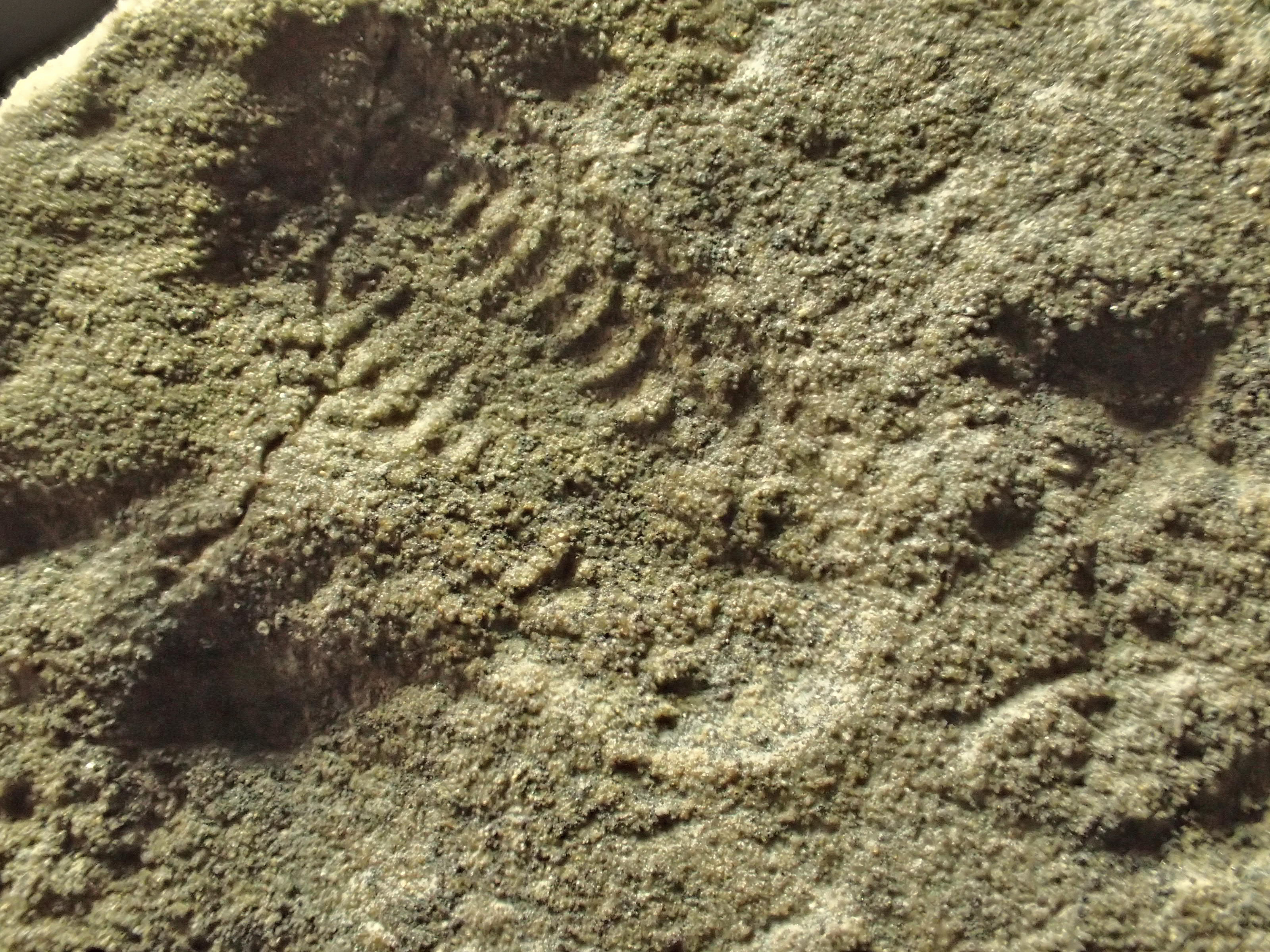
Cyanorus